# セーシェルの国旗
セーシェルの国旗は、左下から放射状に五色に塗り分けられた旗。1996年6月18日に制定された。斜めに向いた帯は、未来に向かって動く新しい国の力を象徴する。青はセーシェルの島々を取り囲む空と海、黄は生命と光を与える太陽、赤は未来に向かい統一と愛を持って働く人々とその決意、白は調和と正義、緑は豊かな大地と自然環境を表している。
1976年6月29日に独立した際に初めての国旗が制定されたが、翌1977年のクーデターでジェイムス・マンチャム大統領がフランス＝アルベール・ルネ率いるセーシェル人民統一党(現在の統一セーシェル)によって失脚。その際、党で使用された上が赤、下が緑で、中央を白い波形で分けた国旗が制定された。

大統領旗
?現在の国旗（縦横比2:3の別タイプ）

## 昔の国旗

イギリス領時代の旗（1903年から1961年まで）
イギリス領時代の旗（1961年から1976年まで）
イギリス領時代の総督旗（1903年から1961年まで）
イギリス領時代の総督旗（1961年から1976年まで）
建国当時の国旗（1976年から1977年まで）
2代目の国旗（1977年から1996年まで）
1977年から1996年までの大統領旗

二代目の国旗は、赤は革命と進歩を、緑は農業を表し、特徴的な白の波型は、海洋資源の開発と観光に力を入れていることを表したものであった。

## 参考項目
- セーシェルの国章
- 国旗の一覧